# Ontwikkelingskabinet II
Het Ontwikkelingskabinet II (Indonesisch: Kabinet Pembangunan II) was een Indonesisch kabinet dat regeerde in de jaren 1973-1978. Het was het tweede kabinet nadat luitenant-generaal Soeharto officieel tot president was benoemd. Vicepresident werd sultan Hamengkoeboewono IX. Het Ontwikkelingskabinet II was het tweede van zeven 'ontwikkelingskabinetten' van Soeharto in zijn periode van Nieuwe Orde, die zou duren tot 1998.
Het Ontwikkelingskabinet II was het laatste kabinet onder Soeharto waarin ministers van oppositiepartijen Verenigde Ontwikkelingspartij (PPP) en Indonesische Democratische Partij (PDI) werden opgenomen. Vanaf het volgende Ontwikkelingskabinet III tot aan de val van het Soeharto-regime in 1998 werden de kabinetten gedomineerd door Soeharto's Golkar-beweging en het leger.
Tijdens de regeerperiode van het Ontwikkelingskabinet II vond de Indonesische invasie van Oost-Timor plaats. Op 17 juli 1976 werd Oost-Timor als de toenmalige 27e provincie van Indonesië toegevoegd.

## Kabinetsprogramma

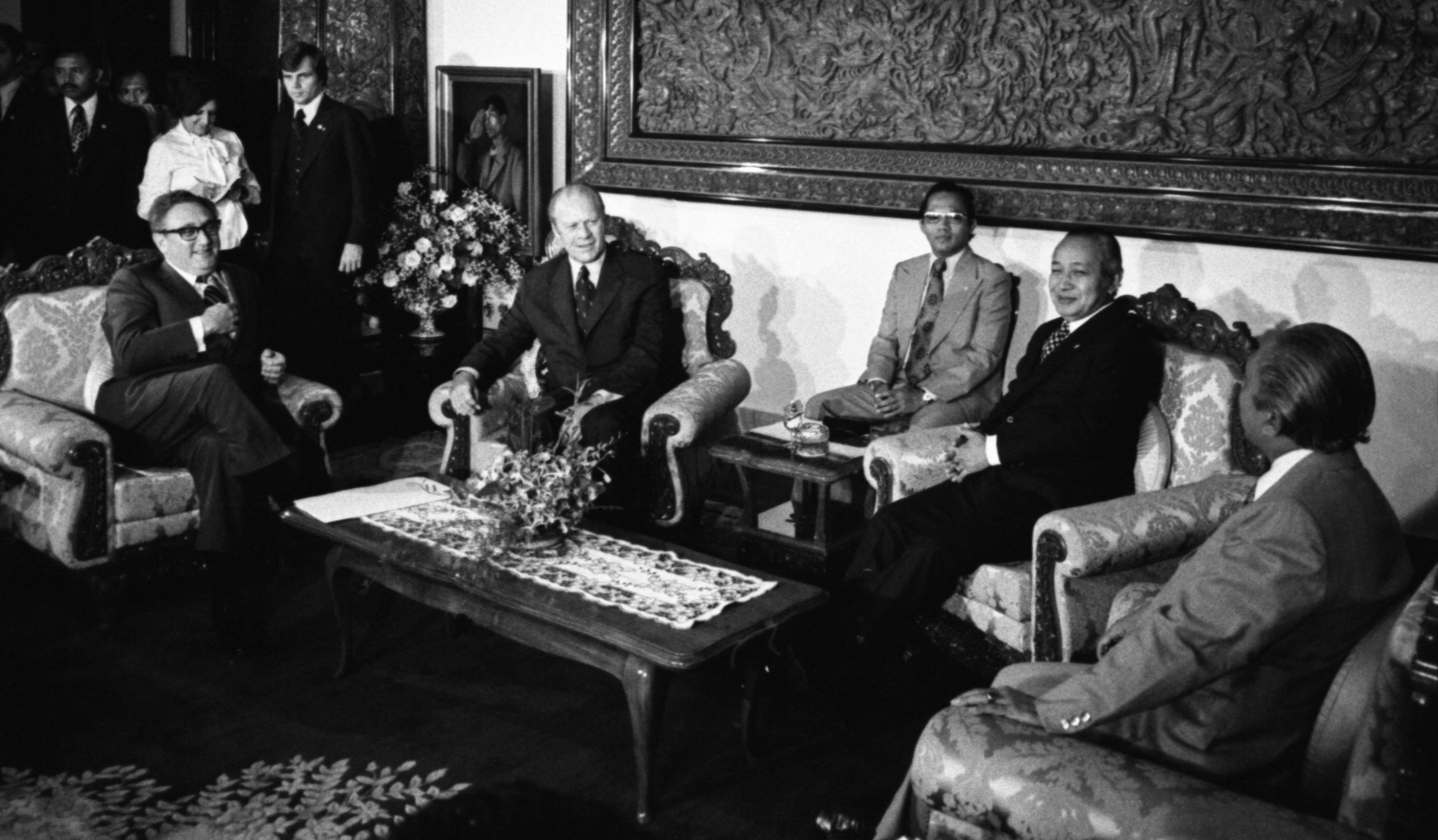
Bilaterale bijeenkomst tussen Indonesië en de Verenigde Staten in 1975 in het Merdeka-paleis. Op de foto in de zetels v.l.n.r. Henry Kissinger, Gerald Ford, Soeharto en Adam Malik.

Het kabinetsprogramma van het tweede Ontwikkelingskabinet bestond uit de volgende vijf punten:
1. Verbeteren van de politieke stabiliteit.
2. Verbeteren van de veiligheid.
3. Voortzetten van het eerste vijfjarig ontwikkelingsplan (Pembangunan Lima Tahun of "PeLiTa")[2] en uitvoeren van het tweede vijfjarig ontwikkelingsplan.
4. Verbeteren van de welvaart van het volk.
5. Houden van verkiezingen.[3]

Het tweede vijfjarig ontwikkelingsplan, oftewel PeLiTa II, stelde de volgende doelen voor de jaren 1974-1979:
1. Beschikbaarheid en voldoende koopkracht voor eerste levensbehoeften waaronder voedsel en kleding.
2. Beschikbaarheid van voldoende bouwmaterialen voor volkshuisvesting.
3. Verbetering van de infrastructuur.
4. Verbeteren van de welvaart op een evenwichtige manier.
5. Verbeteren van werkgelegenheid.

## Samenstelling

### President en vicepresident
| President | President | Vicepresident | Vicepresident       |
| --------- | --------- | ------------- | ------------------- |
| Soeharto  |           |               | Hamengkoeboewono IX |

### Ministers
| Nr. | Ministerspost                                                       | Minister                                                             | Minister                                      | Partij |
| --- | ------------------------------------------------------------------- | -------------------------------------------------------------------- | --------------------------------------------- | ------ |
| 1   | Minister van Binnenlandse Zaken                                     |                                                                      | Amirmachmud                                   |        |
| 2   | Minister van Buitenlandse Zaken                                     |                                                                      | Adam Malik (tot 1 oktober 1977)               | Golkar |
| 2   | Minister van Buitenlandse Zaken                                     | Syarief Thayeb (vanaf 1 oktober 1977)                                |                                               |        |
| 3   | Minister van Defensie en Veiligheid / Commandant der Strijdkrachten |                                                                      | Maraden Panggabean                            | Golkar |
| 4   | Minister van Justitie                                               |                                                                      | Oemar Seno Adji (tot 22 januari 1974)         |        |
| 4   | Minister van Justitie                                               | Mochtar Kusumaatmadja (vanaf 22 januari 1974)                        |                                               |        |
| 5   | Minister van Informatie                                             |                                                                      | Mashuri Saleh (tot 1 oktober 1977)            | Golkar |
| 5   | Minister van Informatie                                             |                                                                      | Soedharmono (vanaf 1 oktober 1977)            | Golkar |
| 6   | Minister van Industrie                                              |                                                                      | Muhammad Jusuf                                |        |
| 7   | Minister van Handel                                                 |                                                                      | Radius Prawiro                                |        |
| 8   | Minister van Godsdienst                                             |                                                                      | Mukti Ali                                     |        |
| 9   | Minister van Financiën                                              |                                                                      | Ali Wardhana                                  |        |
| 10  | Minister van Landbouw                                               |                                                                      | Thoyib Hadiwidjaja                            |        |
| 11  | Minister van Mijnbouw                                               |                                                                      | Mohammad Sadli                                |        |
| 12  | Minister van Openbare Werken en Elektriciteit                       |                                                                      | Soetami                                       |        |
| 13  | Minister van Transport                                              |                                                                      | Emil Salim                                    |        |
| 14  | Minister van Onderwijs en Cultuur                                   |                                                                      | Soemantri Brodjonegoro (tot 18 december 1973) |        |
| 14  | Minister van Onderwijs en Cultuur                                   | J.B. Sumarlin (ad-interim, van 18 december 1973 tot 22 januari 1974) |                                               |        |
| 14  | Minister van Onderwijs en Cultuur                                   | Syarief Thayeb (vanaf 22 januari 1974)                               |                                               |        |
| 15  | Minister van Gezondheid                                             |                                                                      | G.A. Siwabessy                                |        |
| 16  | Minister van Sociale Zaken                                          |                                                                      | Mohammad Syafa'at Mintaredja                  | PPP    |
| 17  | Minister van Arbeid, Transmigratie en Coöperaties                   |                                                                      | Subroto                                       |        |

### Ministers van staat
| Nr. | Ministerspost                                                                     | Minister | Minister                   | Partij  |
| --- | --------------------------------------------------------------------------------- | -------- | -------------------------- | ------- |
| 18  | Minister van Staat voor Economie en Financiën / Hoofd van het Planningsagentschap |          | Widjojo Nitisastro         |         |
| 19  | Minister van Staat voor Volkswelvaart                                             |          | Sunawar Sukowati           | PNI     |
| 20  | Minister van Staat voor Toezicht op het Overheidsapparaat                         |          | J.B. Sumarlin              |         |
| 21  | Minister van Staat voor Onderzoek                                                 |          | Soemitro Djojohadikoesoemo | v/h PSI |
| 22  | Minister van Staat voor Administratie en Financiën / Staatssecretaris             |          | Soedharmono                | Golkar  |

### Beambten met de status van minister
| Nr. | Ministerspost                                                              | Minister                      | Minister                                     | Partij |
| --- | -------------------------------------------------------------------------- | ----------------------------- | -------------------------------------------- | ------ |
| 23  | Procureur-generaal                                                         |                               | Ali Said (vanaf 4 april 1973)                |        |
| 24  | Gouverneur van de Centrale Bank                                            |                               | Rachmat Saleh (vanaf 4 april 1973)           |        |
| 25  | "Pangkopkamtib": Commandant voor het Herstel van Vrede, Veiligheid en Orde |                               | Soemitro (van 4 april 1973 tot 2 maart 1974) |        |
| 25  | "Pangkopkamtib": Commandant voor het Herstel van Vrede, Veiligheid en Orde | Soeharto (vanaf 2 maart 1974) |                                              |        |